# Comuna de Dubienka
Dubienka (polaco: Gmina Dubienka) é uma gminy (comuna) na Polónia, na voivodia de Lublin e no condado de Chełmski. A sede do condado é a cidade de Dubienka.
De acordo com os censos de 2004, a comuna tem 2803 habitantes, com uma densidade 29,1 hab/km².

## Área
Estende-se por uma área de 96,26 km², incluindo:
- área agricola: 66%
- área florestal: 20%

## Demografia
Dados de 30 de Junho 2004:
|                      | Total   | Total | Mulheres | Mulheres | Homens  | Homens |
| -------------------- | ------- | ----- | -------- | -------- | ------- | ------ |
|                      | pessoas | %     | pessoas  | %        | pessoas | %      |
| População            | 2803    | 100   | 1406     | 50,2     | 1397    | 49,8   |
| Densidade (pop./km²) | 29,1    | 100   | 14,6     | 14,6     | 14,5    | 14,5   |

De acordo com dados de 2002, o rendimento médio per capita ascendia a 1636,09 zł.

## Comunas vizinhas
- Białopole, Dorohusk, Horodło, Comuna de Żmudź.